# Rkang gling

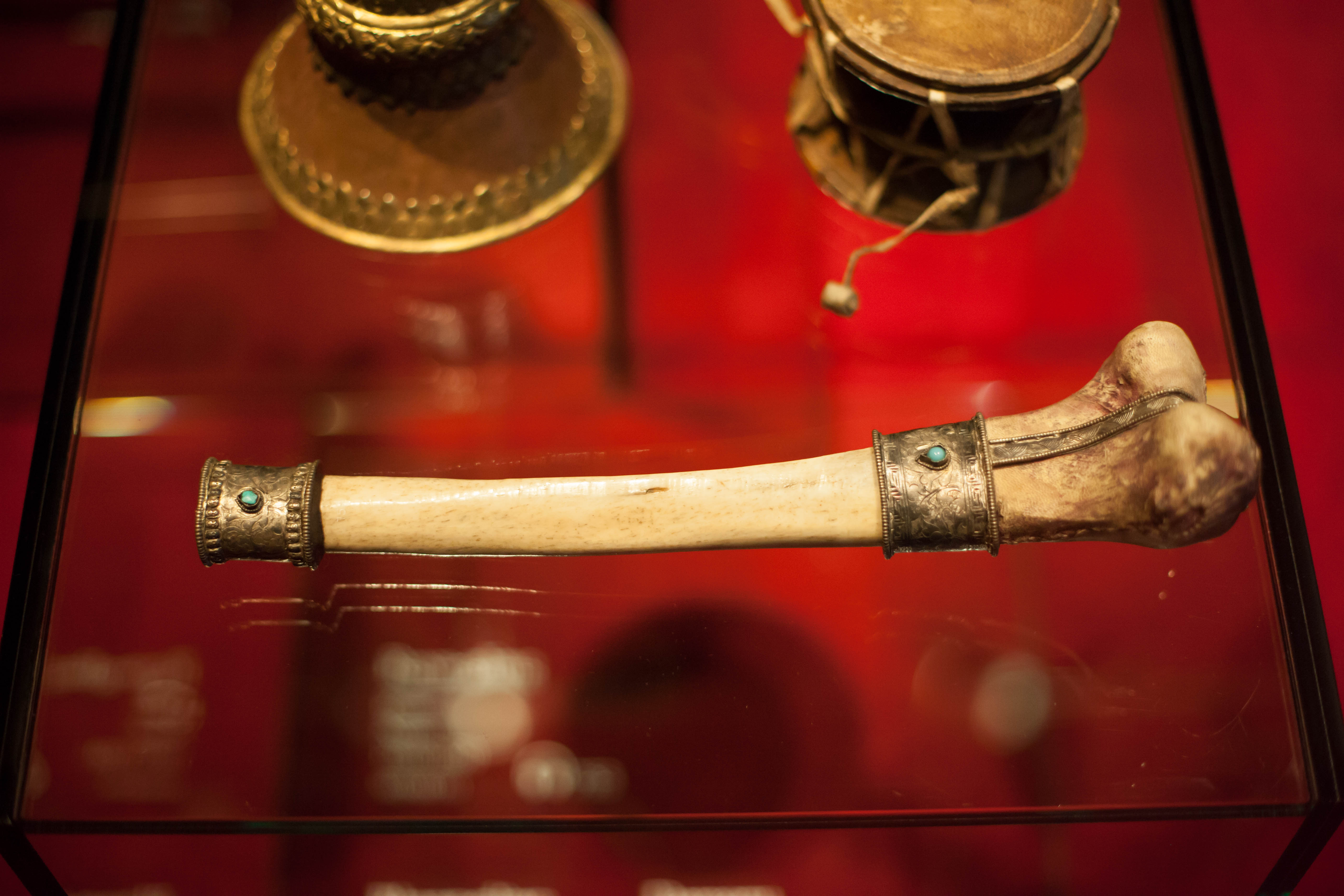
Rkang gling al Museu de la Música de Barcelona

Rkang gling (རྐང་གླིང་། en tibetà) terme que traduït literalment significa "cama" ("rkang") "flauta" ("gling"), és una trompeta o trompa feta a partir de fèmur humà, emprat en el budisme tibetà per a diversos rituals chöd com són els funerals realitzats per un "chöpa". Sovint el fèmur s'agafa d'un criminal o d'una persona que ha tingut una mort violenta. Però també agafen el fèmur d'un mestre respectat quan aquest mor.
El rkang gling també pot ser fet de fusta. L'embocadura sol estar envoltada d'un anell de plata i ornamentada amb pedres precioses com la turquesa.
El rkang gling s'hauria d'emprar només en els rituals chöd fets a l'exterior, acompanyat amb el damaru i una campana. En el chöd tàntric, el practicant, motivat per la compassió, toca el rkang gling com un gest de valentia, per convocar esperits i dimonis, satisfer la gana d'aquests i així alleugerir els seus patiments. També es toca com un camí per a tallar l'ego.